# من سال نو را دوست دارم
من سال نو را دوست دارم (به هندی: I Love NY) فیلمی است محصول سال ۲۰۱۳ (انتشار ۲۰۱۵) و به کارگردانی رادهیکا رائو، وینی ساپرو است. در این فیلم بازیگرانی همچون سانی دئول، کانگانا رانوت، تانیشتا چاتراجه، ریما لاگو، پریم چوپرا ایفای نقش کرده‌اند.